# 杉安峡
杉安峡（すぎやすきょう）は、宮崎県西都市を流れる一ツ瀬川にある景勝地。西都原・杉安峡県立自然公園の指定区域に位置する（1958年（昭和33年）9月1日指定）。

## 地理
深い峡谷の両岸に深緑が覆う景勝地で「日向の嵐山」と称され、屋形船が往来し、旅館や料亭が建ち並ぶ活況を呈していた。
周辺は米良街道（国道219号）の要所で、米良山から筏を組んで運ばれてきた木材の集散地として賑わった。さらに鉄道（国鉄妻線）の開通で杉安駅周辺には製材所が集中して立地するようになった。
その後、一ツ瀬ダムの工事が始まると、工事に携わる労働者を相手にした商店が軒を並べ、活況は続いた。しかし、その後ダム建設によって風光明媚な景色はすっかり変貌し、また沿線集落の過疎化などによって妻線が廃線に追い込まれると途端に衰退の一途を辿ることになった。
1980年（昭和55年）1月6日にこの杉安峡の一ツ瀬川に架かっている国道219号近くの吊り橋のケーブルが切れて22m下の川に22人が転落し死者7人を出す事故が発生した。一度に大勢の人が吊り橋を渡ろうとしてケーブルが重みに耐え切れず切断したのが原因と言われている。
高塚山森林公園への遊歩道が整備されており、夏の避暑や秋の紅葉見物などの目的で訪れる人が多い。また、オガタマノキの繁殖地としても知られている。